# تاریخ جنون
تاریخ جنون (به فرانسوی: Folie et Déraison: Histoire de la folie à l'âge classique) نام کتابی است از میشل فوکو. او در این کتاب با روش تحلیل گفتمان مفهوم جنون و سیر پیدایش بی خردی و دیوانگی به موازات حاکمیت خرد بر انسان و شکلی از تاریخ که در آن خرد حاکم بر انسان، همسایه او را محبوس می‌کند و انسان با واسطه زبان بیرحمانه نا دیوانگی، وجود خود و دیگری را به رسمیت می‌شناسد را بررسی می‌کند. این کتاب در سال ۱۹۶۱ منتشر شد.
در این کتاب که نخستین اثر عمدهٔ اوست فوکو معنی و مفهوم همیشه متغیر جنون در فرهنگ اروپا، حقوق، سیاست، فلسفه و پزشکی، از سده‌های میانی تا پایان سدهٔ هجدهم را بررسی و روش تاریخی و ایدهٔ تاریخ را نقد می‌کند. این نشانهٔ عطفی در اندیشهٔ فوکو به دور از پدیدارشناسی و به سمت ساختارگرایی است: هر چند او از زبان پدیدارشناسی برای توصیف یک روند (تجربهٔ) در حال تحول از دیوانه به «آن دیگری» استفاده می‌کند، او این تحول را به نفوذ ساختارهای اجتماعی قدرتمند ویژه‌ای نسبت می‌دهد.
میشل فوکو، فیلسوف فرانسوی، از تابلوی کشتی احمق‌ها برای روی جلد کتاب تاریخ جنون استفاده کرده‌است.
این کتاب توسط فاطمه ولیانی به فارسی ترجمه شده است.

## دیوانگی و تمدن
میشل فوکو خلاصه‌شدهٔ نوشتار تاریخ جنون را به نام فرانسوی (Folie et Déraison: Histoire de la folie à l'âge classique): دیوانگی و تمدن: دیباچه‌ای بر جنون در دورهٔ خِرَد، در سال ۱۹۶۴ منتشر کرد.